# Casa Buonarroti

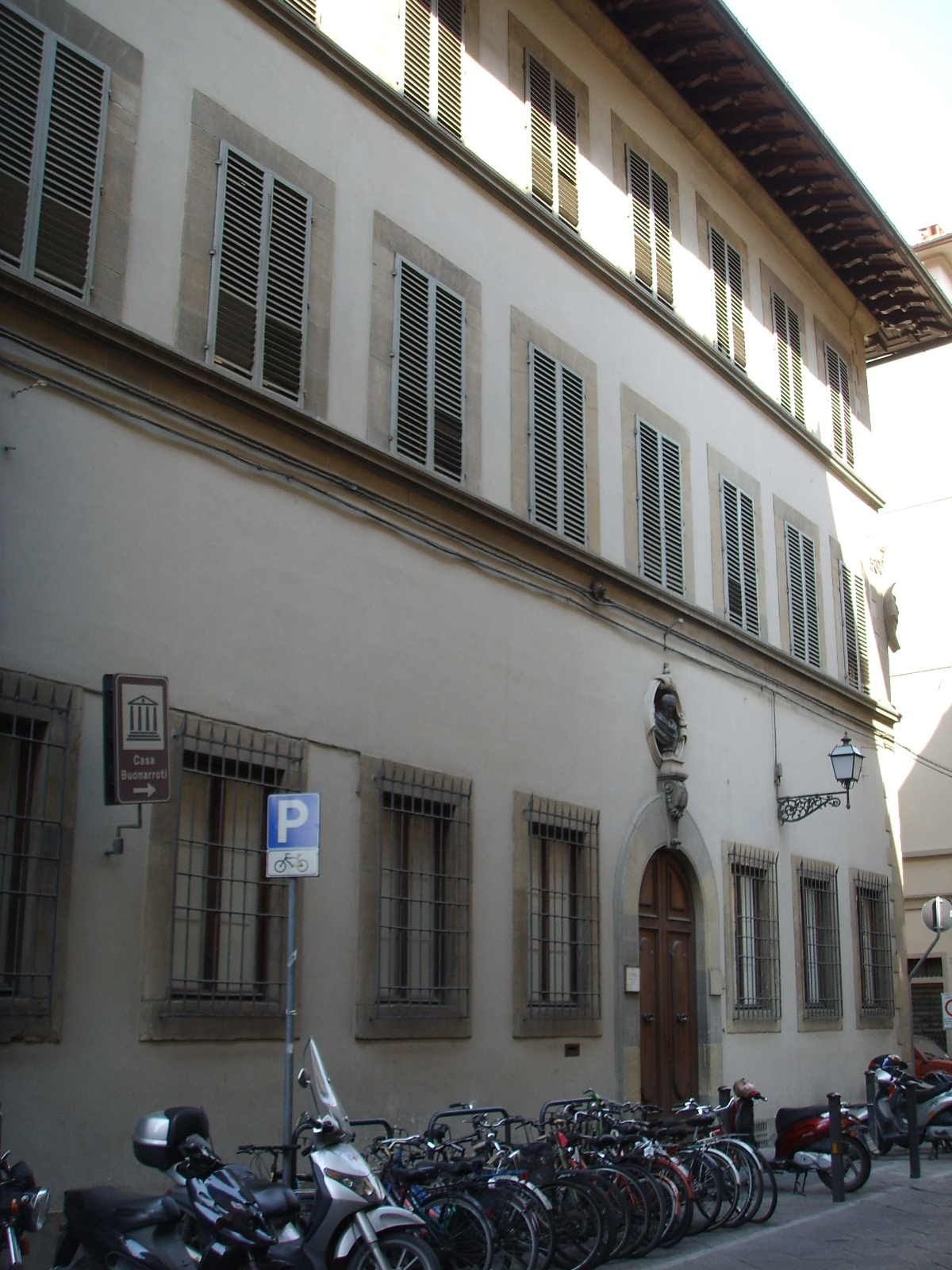
Casa Buonarroti

Casa Buonarroti è la casa-museo di Firenze dove vissero Michelangelo e i suoi discendenti. Nei decenni successivi alla morte dell'artista i membri della sua famiglia abbellirono il piano nobile della dimora. Si trova in via Ghibellina 70, all'angolo con via Buonarroti.

## Storia del palazzo

### Michelangelo e le origini
Michelangelo era nato a Caprese, in provincia di Arezzo, dove suo padre Ludovico di Leonardo, pur essendo fiorentino, si era trasferito per ricoprire una carica pubblica. Tornato fin da bambino in città (abitando tra Fiesole e Firenze), visse poi in diverse abitazioni. La casa di via Ghibellina non fu dunque l’unica sua residenza, ma fu quella che acquistò personalmente nel 1508. In quell’occasione, comprò tre piccoli appezzamenti confinanti, appartenenti ai nobili Bonsi. Nel 1514, la proprietà fu ampliata con un altro fondo adiacente, acquistato dall'ospedale di Santa Maria Nuova.
Sebbene Michelangelo vivesse ormai stabilmente a Roma in quel periodo, soggiornò comunque in questa casa: era presente all’atto di acquisto, di ritorno da Bologna, e vi abitò insieme al nipote Leonardo durante il periodo dei lavori a San Lorenzo (1516-1534).
Il nome antico di via Michelangelo Buonarroti era “via dei Marmi Sudici”, come riportato in una targhetta all'inizio della strada, con riferimento ai blocchi di marmo anneriti che anticamente stavano adagiati in strada, anche per anni, in attesa che l'artista, sempre in viaggio fra Roma e Firenze, li utilizzasse per una delle sue opere.
Che Michelangelo risiedesse qui lo testimoniano i documenti con cui dava a pigione le casette accessorie e, nel 1525, una delle due case principali del complesso; inoltre nella dichiarazione legata all'istituzione della decima granducale, nel 1534, Michelangelo denunciò, tra l'altro, "una casa posta in via Ghibellina, [... che] è per lo mio abitare". Dal 1539 l'edificio principale non venne più dato in pigione, anzi dal carteggio dell'artista si nota l'interesse verso una migliore sistemazione dei suoi parenti, in particolare del nipote Leonardo, figlio di suo fratello minore Buonarroto, verso cui l'artista nutriva tutte le speranze di prosecuzione della stirpe. Interessandosi al suo matrimonio con una donna del patriziato cittadino, Michelangelo suggerì prima di trovarsi una dimora più "onorevole", poi accettò di far usare i denari che egli metteva a disposizione del nipote per ristrutturare le case già in possesso.
Solo nel 1553 Leonardo trovò come sposa Cassandra di Donato Ridolfi, che un anno dopo rimase gravida, con gran gioia dell'artista, ormai anziano e residente da tempo in Roma. Di nuovo un figlio nacque nel 1554, ma un terzo figlio, ovvero il personaggio che avrebbe rinnovato il lustro familiare, sarebbe nato solo quattro anni dopo la morte dell'artista, nel 1568, venendo significativamente chiamato Michelangelo "il Giovane".

### L'epoca di Michelangelo il Giovane
Alla morte di Leonardo, nel 1599, le proprietà su quel tratto di via Ghibellina (chiamato anche "via Santa Maria") erano state ulteriormente accresciute e doveva esser avviata la trasformazione degli edifici in un unico palazzo: la morte dell'artista aveva infatti portato alla famiglia un'eredità molto cospicua. I figli di Leonardo, Buonarroto il maggiore e Michelangelo il minore, si spartirono dunque i possedimenti: al primo andò la costruzione "nuova", all'altro la vecchia abitazione familiare che non era stata interessata dalla recente ristrutturazione, e che fu presto ingrandita con l'acquisto di un ulteriore fondo adiacente. Dal 1612 Michelangelo il Giovane iniziò l'edificazione del palazzo come si vede oggi, del quale resta una rara, precisa e particolareggiata documentazione d'archivio.
Il Giovane utilizzò un progetto che comprendeva due disegni dello stesso Michelangelo e nella decorazione interna fece celebrare ampiamente il famoso prozio con un preciso programma decorativo.

### Vicende successive
Michelangelo il Giovane morì senza figli nel 1647, e tutta l'eredità familiare passò al minore dei nipoti, Leonardo, figlio di Buonarroto, e sopravvissuto al fratello maggiore Sigismondo. Leonardo, che ebbe una venerazione assoluta sia per il Michelangelo "vecchio", che per l'opera dello zio "Giovane", alla sua morte nel 1684 aveva redatto un testamento (1678) particolarmente esplicito riguardo al mantenimento integro della galleria, delle sale monumentali e delle collezioni artistiche e librarie della famiglia, istituendo clausole particolarmente coercitive, che riguardavano la perdita dei diritti di primogenitura e delle altre rendite familiari in caso di cambio di destinazione delle sale, alienazione, dispersione, concessione a pigione e qualsiasi altra modifica non migliorativa.
Suo figlio Michelangelo "il Terzo", autore di una preziosa descrizione-inventario di tutti i beni familiari, morì senza figli nel 1697. I tre fratelli superstiti stabilirono di assegnare al solo Filippo la cura del palazzo: senatore, auditore, accademico della Crusca, presidente in perpetuo dell'Accademia etrusca di Cortona, fece della casa familiare un rinomato centro della cultura cittadina, arricchito dalle sue cospicue raccolte archeologiche. Con la morte dei suoi fratelli, senza discendenza, ricompose tutte le proprietà attigue in un unico complesso, che trasmise all'unico figlio maschio Leonardo, il quale a sua volta ebbe quattro figli, tra cui il noto Filippo, che prese parte agli eventi della Rivoluzione francese. Alla morte di Leonardo, nel 1799, nessuno dei suoi figli era in città per prendersi cura dell'eredità, e la casa, nel delicato periodo dell'occupazione francese, venne temporaneamente affidata agli spedalinghi di Santa Maria Nuova, che redassero un prezioso inventario.
Nel 1801 i Buonarroti rientrarono in possesso del palazzo, in particolare del ramo di Filippo e poi di suo figlio Cosimo, che curò un rinnovamento tra il 1820 e il 1823, quando andarono purtroppo perduti lo scalone e la loggetta del primo piano sul cortile. Dai resoconti dell'epoca si viene a sapere che i venti anni di esproprio e abbandono della casa erano stati disastrosi: a eccezione della Galleria e delle sale monumentali, le altre stanze erano in forte degrado, e che solo coi restauri si restituì una dignità all'abitazione, che tornò ad essere abitata da Cosimo e sua moglie, Rosina Vendramin.
Fu proprio Cosimo a istituire, nel 1858, esaudendo probabilmente anche la volontà della moglie scomparsa nel 1856, un Ente morale che si prendesse cura dell'edificio e delle raccolte d'arte in esso contenute (dei fatti documenta una memoria già posta sul fronte del palazzo e oggi all'interno), ponendo le basi di quell'attivo Museo di Casa Buonarroti che ancora oggi gestisce, come Fondazione, la proprietà. La targa recita:
QUESTA CASA
COMPRATA A' SUOI DA DIVINO MICHELANGELO
FATTA ORNARE DI PITTURE
ED ARRICCHITA DE' MODELLI DE' DISEGNI E DEGLI SCRITTI
DEL GRANDE ZIO
DA MICHELANGELO PRONIPOTE
IL CAVALIER COSIMO BUONARROTI
LASCIÒ PER TESTAMENTO ALLA CITTÀ
CON TUTTO NIL SUO MOBILE PREZIOSO
L'ANNO MDCCCLVIII
L'arbitraggio del granduca Leopoldo II aveva messo a tacere le pretese dei figli delle sorelle di Cosimo, che avevano rivendicato inizialmente alcune parti dell'eredità familiare nel palazzo di via Ghibellina, rinunciandovi in seguito.
Nel 1950 l'edificio fu oggetto di un parziale e comunque importante restauro promosso da Giovanni Poggi e da un comitato cittadino, ad esclusione del secondo piano, che già aveva ospitato il Museo storico topografico fiorentino e che in seguito era stato adibito ad appartamenti per abitazione privata. Riaperta al pubblico la casa il 26 maggio 1951, si dovette attendere il 1964, in concomitanza con il quarto centenario della morte dell'artista, per vedere l'edificio interessato da un più radicale intervento promosso dai Ministeri della Pubblica Istruzione e dei Lavori Pubblici e diretto dall'architetto Guido Morozzi, con lavori di adattamento interno per il museo e per la fondazione che portarono (nonostante i progetti elaborati nei decenni precedenti per arricchire il fronte reputato troppo semplice in relazione alla ricchezza degli interni) ad esaltare l'essenzialità del prospetto. Negli interni, oramai del tutto liberati da inquilini, fu tra l'altro, in questa occasione, recuperata la cinquecentesca sala d'ingresso (fino a quel momento suddivisa da tramezzi e corridoi) e, all'ultimo piano, una bella loggia già tamponata.
Durante l'alluvione del 4 novembre 1966 la struttura subì purtroppo ingenti danni, rendendo necessari ulteriori interventi prontamente effettuati entro l'ottobre dell'anno successivo a interessare sia i prospetti esterni sia gli spazi interni terreni.

## Descrizione

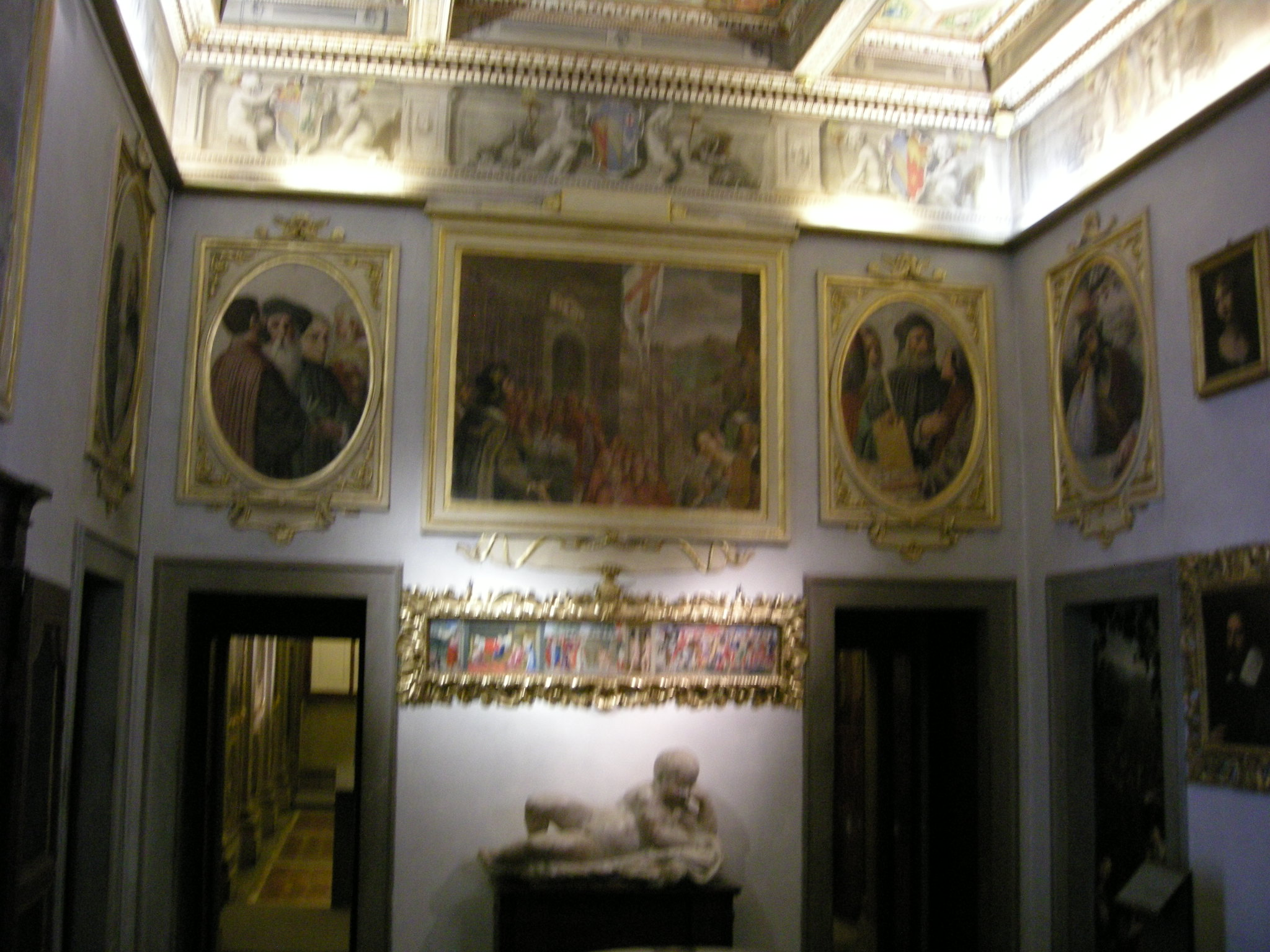
Camera della Notte e Dì

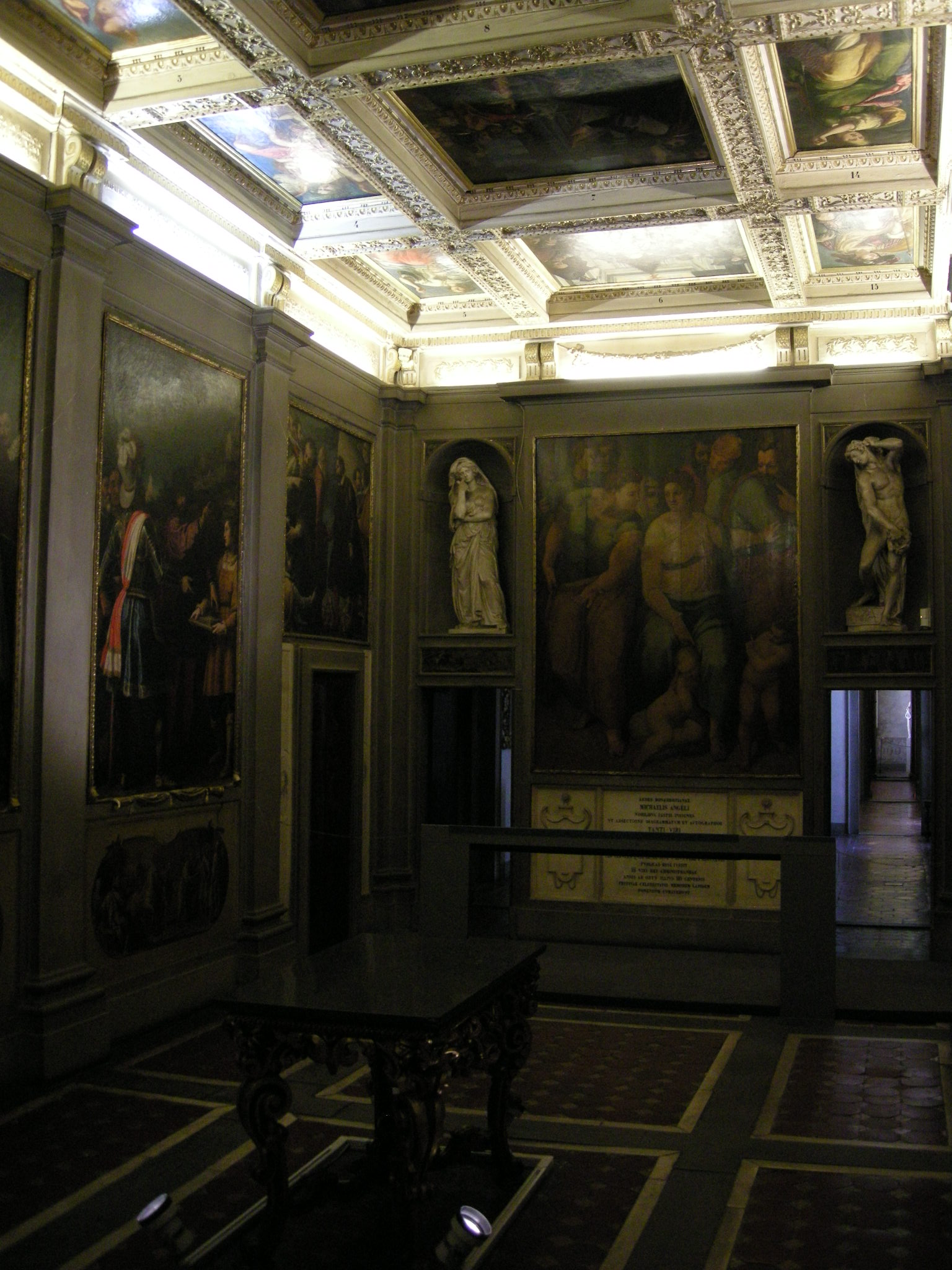
La Galleria

L'edificio, organizzato su tre piani per una estensione di otto assi, nasce da una serie di accorpamenti, che raggiunsero la loro forma attuale a partire quindi dal 1612. Il prospetto mostra le finestre incorniciate da modini in pietra, poggiate su ricorsi ugualmente in pietra. Sul portone di via Ghibellina è un busto raffigurante Michelangelo, di Clemente Papi e Lodovico Caselli, del 1875, modellato su un celebre ritratto di Daniele da Volterra ora al Bargello. Sulla cantonata è uno scudo con l'arme dei Buonarroti (d'azzurro, alla gemella in banda d'oro; con il capo cucito d'Angiò, abbassato sotto il capo di Leone X).
Verso il 1612 si aprì negli interni un importante cantiere volto alla definizione di un ciclo di affreschi celebrativi, terminato venticinque anni dopo (1637) a interessare in special modo la Galleria e le tre sale successive, con il coinvolgimento dei maggiori artisti allora attivi a Firenze, tra i quali l'Empoli, Giovanni Bilivert, Cristofano Allori, Domenico Passignano, Artemisia Gentileschi, Pietro da Cortona, Giovanni da San Giovanni, Francesco Furini e Jacopo Vignali. Il ciclo esalta Michelangelo attraverso gli episodi più significativi della sua vita (Galleria), quindi passa a celebrare altri personaggi della famiglia (stanza della Notte e il Dì), e a glorificare la città di Firenze attraverso la rappresentazione dei suoi santi (camera degli Angioli) e dei suoi uomini illustri (biblioteca).

## Le sale e le collezioni

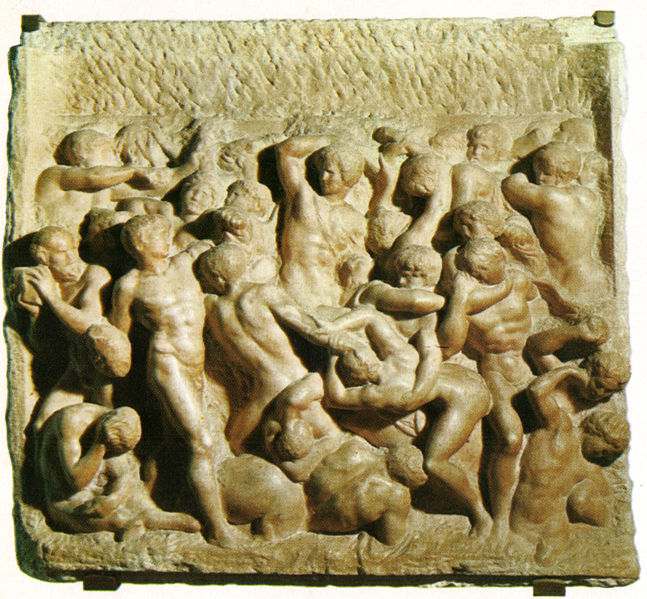
La Centauromachia di Michelangelo

L'aspetto esterno del palazzo è piuttosto semplice, si distingue solo il portale, sovrastato da un busto in bronzo, copia del ritratto di Michelangelo fatto da Daniele da Volterra e conservato alla Galleria dell'Accademia di Firenze.
Il principale motivo di interesse è la bella collezione di opere dell'illustre scultore raccolta nei secoli dai discendenti, a partire dai figli di suo fratello (Michelangelo non ebbe mai figli). La prima sala espone la poco conosciuta collezione archeologica dovuta al gusto antiquario dei Buonarroti: vi sono un centinaio di pezzi tra urne funerari e lapidi etrusche, statue togate romane, frammenti di epigrafi, vasi e bronzetti. Anche una statua di Apollo citaredo, alcune teste antiche e resti del braccio di un Discobolo, al piano superiore testimoniano il vivo interesse della famiglia Buonarroti per l'arte classica. 
Al primo piano è esposto un busto di Michelangelo opera dell'amico Daniele da Volterra; inoltre sono qui presenti i due busti di Cosimo Buonarroti e di Rosina Vendramin, di Aristodemo Costoli. Nelle sale successive sono esposte le preziose ceramiche di famiglia, delle sculture robbiane, una grande statua di Venere  e alcuni quadri derivati da disegni o affreschi  di Michelangelo. Vi è inoltre esposta una scultura ottocentesca di Michelangelo giovane che scolpisce la maschera di un satiro e copia della maschera che si riteneva scolpita dal giovane artista.
Dal cortile interno si passa alle scale che portano nelle sale successive al primo piano. Qui inizia l'appartamento nobiliare: nella prima sala sono esposti in una teca alcuni oggetti appartenuti a Michelangelo o della famiglia Buonarroti. Nella sala successiva spiccano per importanza  due opere giovanili, interessanti per meglio comprendere l'evoluzione stilistica del maestro: il raffinato bassorilievo della Madonna della Scala, prima opera documentata, del 1490-1492, ispirata a Donatello, e soprattutto la Centauromachia o Battaglia dei centauri, scolpita a soli 16 anni. L'ispirazione per questa opera è data dai bassorilievi dei sarcofagi romani, ma il fortissimo dinamismo è una novità tipica di Michelangelo. Già in questa opera precoce la conoscenza dell'anatomia è notevole e risalta la predilezione per le figure in movimento, che sprigionano una grande forza espressiva.
In un'apposita sala si può ammirare un grande modello in legno del progetto di Michelangelo per la facciata della basilica di San Lorenzo, mai realizzato.
Si prosegue nelle sale del Seicento, volute dal nipote letterato Michelangelo Buonarroti il giovane,  che esaltano la vita e le opere di Michelangelo; particolarmente suggestivo è il percorso attraverso la  Galleria dominata dalla statua in marmo dell'artista, opera di Novelli. Ai lati sono dipinti i principali episodi della vita di Michelangelo.
Nel soffitto vi sono le esequie di Michelangelo e  al centro l'apoteosi dell'artista, incoronato dalle quattro Arti; intorno vi sono le figure allegoriche delle Arti e l'originale "Inclinazione" di Artemisia Gentileschi. Seguono la Camera della Notte e del Di, la Camera degli Angeli, con i santi e le sante fiorentini (divenuta poi cappella),  lo studiolo di Michelangelo il Giovane e la Biblioteca, con le pareti dedicate ai toscani illustri. Anche qui sono presenti opere che documentano il gusto artistico dei Buonarroti e l'influenza dello stile di Michelangelo sugli artisti successivi. È esposto anche un modellino dell'imbracatura che servì per spostare il David da Piazza della Signoria al Museo dell'Accademia nel 1872.
Le sale successive sono dedicate ai modelli in cera e in bronzo usati dall'artista (fra cui quello del progetto abbandonato dell'Ercole di Piazza della Signoria, poi realizzato da Baccio Bandinelli) e il torso di una divinità fluviale (fusione metallica). Il crocifisso di Santo Spirito, altra opera giovanile che era un tempo esposta in questa sala, è stato ricollocato nella chiesa originaria. In due teche sono esposti a rotazione  disegni e studi architettonici di Michelangelo, tratti della vasta collezione del museo. 
Conclude il percorso  la sala dedicata alla celebrazione di  Michelangelo nell'Ottocento, con statue, modellini, progetti, libri, album e busti dedicati all'artista.

### Opere e bozzetti michelangioleschi

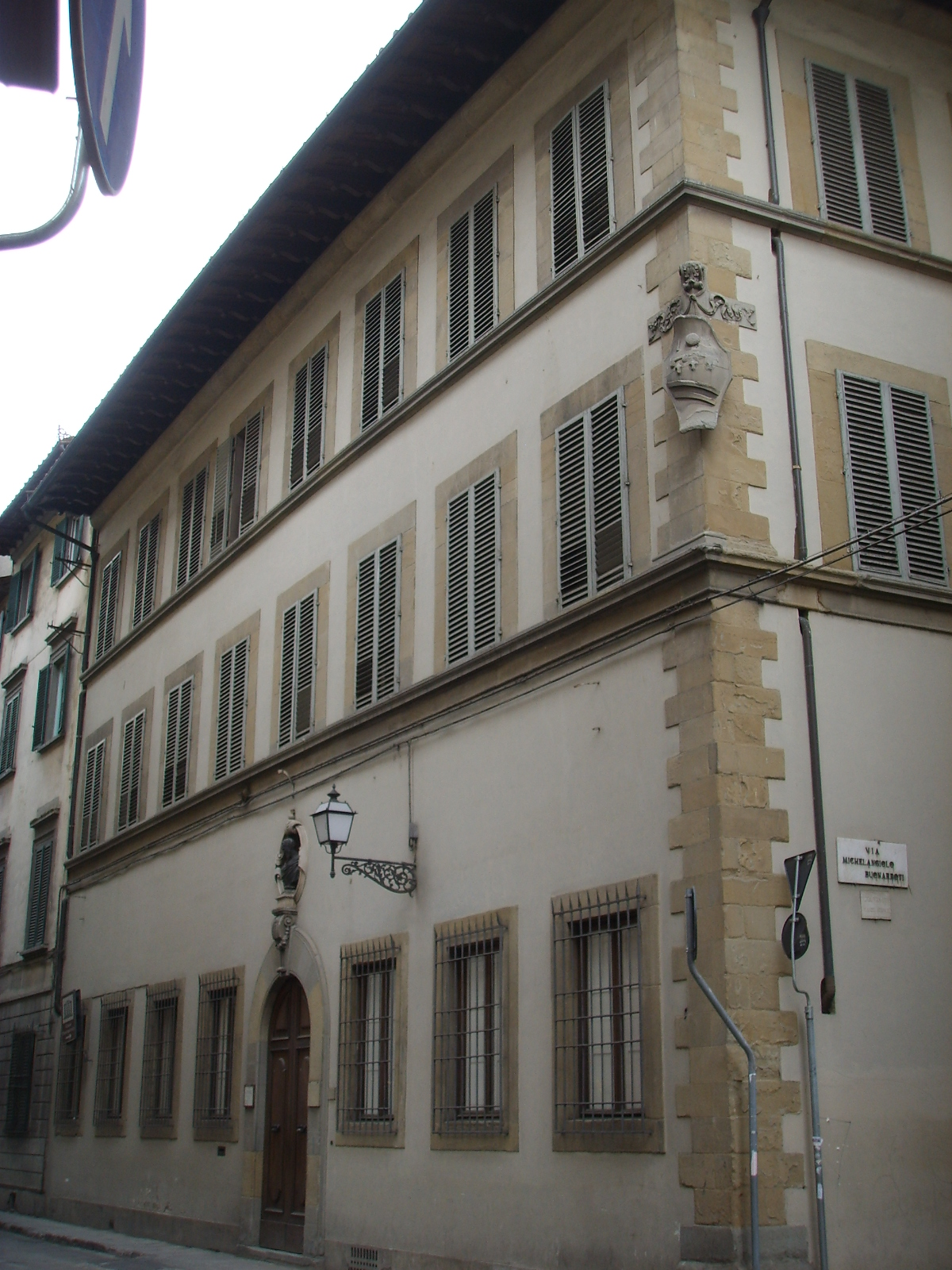
Casa Buonarroti, esterno

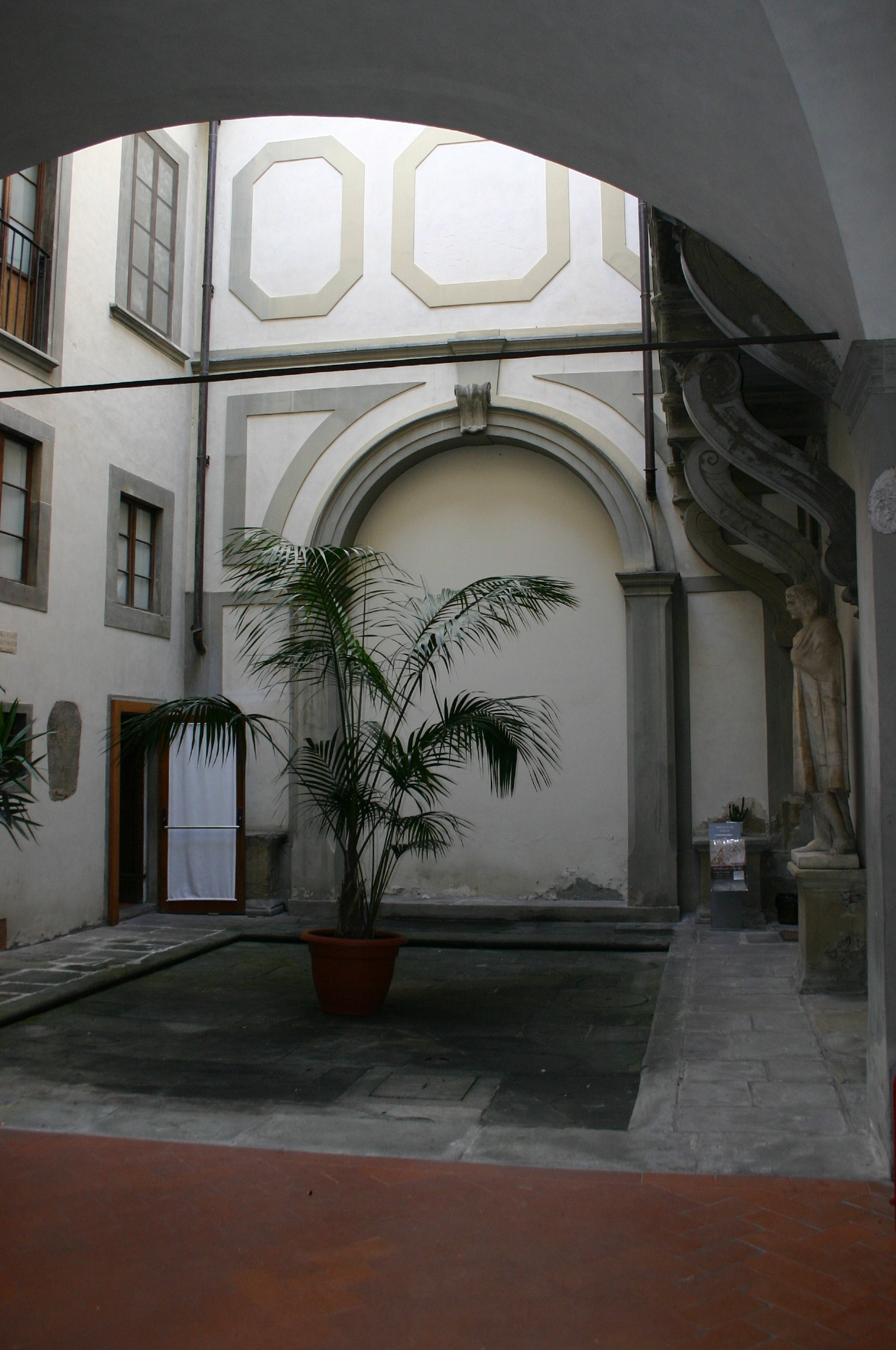
Il cortile

Il museo conserva due bassorilievi in marmo originali, una raccolta di disegni e la più ricca collezione al mondo di bozzetti preparatori di Michelangelo (o della sua scuola). Invece il cd. Torso di fiume è stato ora ricollocato all'Accademia delle arti del disegno, che  ne è proprietaria.  Sono suggestivi i bozzetti dei Due lottatori e il Nudo femminile.

## Opere principali
Michelangelo
- Madonna della Scala, 1491 circa
- Battaglia dei centauri, 1492 circa
- Torso virile I, 1513 circa
- Torso virile II, 1513 circa
- Nudo femminile, 1513 o 1532 circa
- Bozzetto per un Dio fluviale, 1524 circa
- Dio fluviale, 1524 circa
- Due lottatori, 1525 circa
- Madonna col Bambino, 1525 circa
- Bozzetto per un crocifisso, 1562 circa

Da Michelangelo
- Nudo virile I, 1501-1503 circa
- Noli me tangere (attribuito a Bronzino o Pontorno e un'altra copia attribuita a Battista Franco)

Artemisia Gentileschi
- Allegoria dell'Inclinazione

Archivio
- Lista della spesa di Michelangelo